# Treeton
Treeton è un paese di 2.514 abitanti della contea del South Yorkshire, in Inghilterra.